# Flamine volturnale

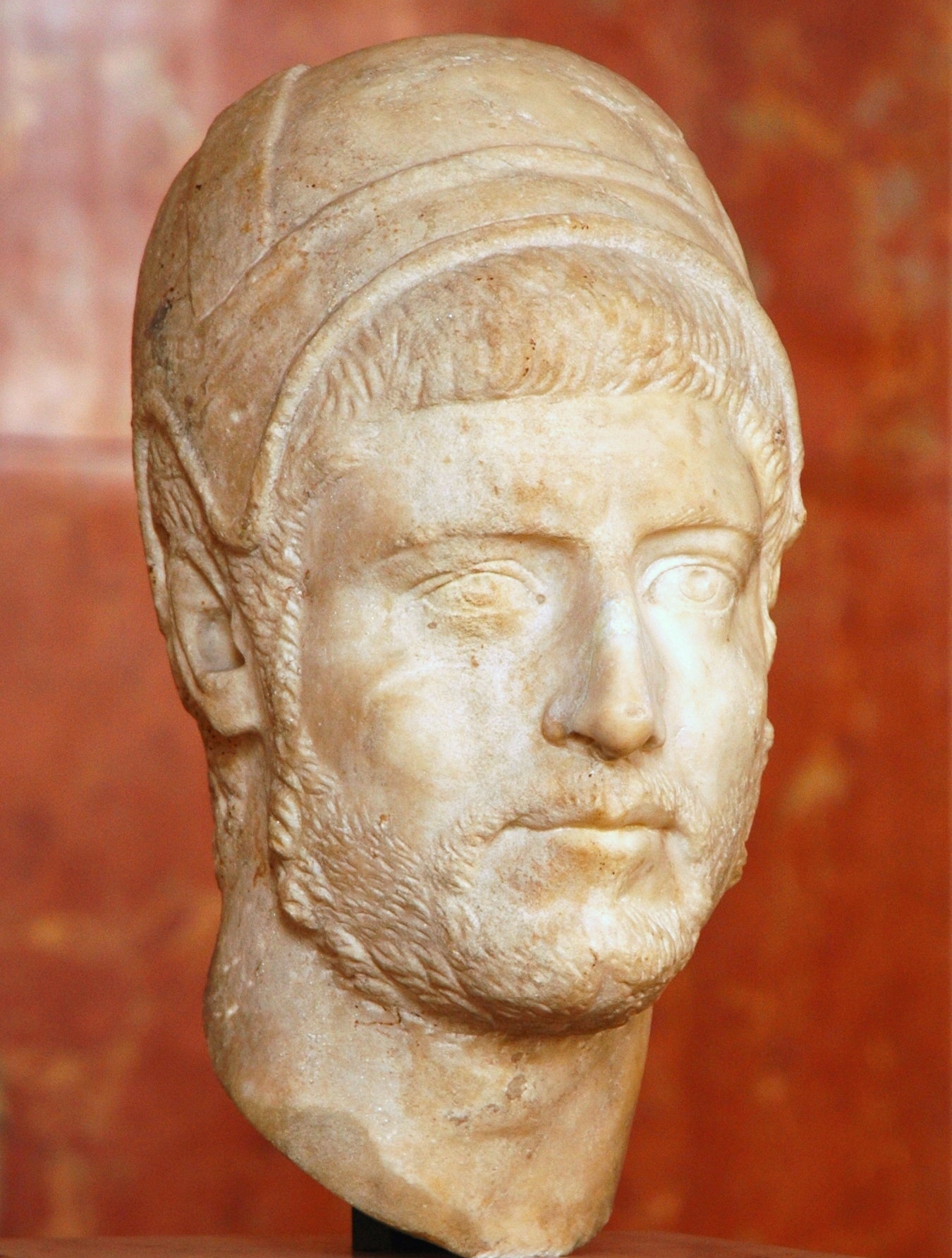
Busto di un flamine

Il flamine volturnale (latino Flamen Volturnalis) era il sacerdote dell'antica Roma preposto al culto del dio Volturno, padre della ninfa Giuturna, protettore dei corsi d'acqua, dei viaggi e del commercio.
Volturno era celebrato con una festa, Vorturnalia, il 27 agosto.